# アメイジング・グレイス
アメイジング・グレイス（英語:Amazing Grace，「われをもすくいし-讃美歌第二編第167番　日本基督教団1967年版　原恵訳」)は、イギリスの牧師ジョン・ニュートン (John Newton,1725–1807)の作詞による賛美歌である。作曲者不詳。
特にアメリカ合衆国で最も慕われ愛唱されている曲の一つであり、『第二の国歌』とまで言われる。日本においても、映画・ドラマ・アニメ・CM曲などで多用されるなど、讃美歌の中では最もよく知られた曲の一つである。
"Amazing grace"とは、「素晴らしき神の恵み」「感動をもたらす恩寵」などの意。バグパイプでも演奏される。

## 成立
作詞者はジョン・ニュートン (John Newton,1725–1807)。作曲者は不詳。アイルランドかスコットランドの民謡を掛け合わせて作られたとしたり、19世紀に南部アメリカで作られたとするなど、諸説がある。
ジョン・ニュートンは1725年、イギリスに生まれた。母親は幼いニュートンに聖書を読んで聞かせるなど敬虔なクリスチャンだったが、ニュートンが7歳の時に亡くなった。成長したニュートンは、商船の指揮官であった父に付いて船乗りとなったが、さまざまな船を渡り歩くうちに黒人奴隷を輸送するいわゆる「奴隷貿易」に携わり富を得るようになった。
当時奴隷として拉致された黒人への扱いは家畜以下であり、輸送に用いられる船内の衛生環境は劣悪であった。このため多くの者が輸送先に到着する前に感染症や脱水症状、栄養失調などの原因で死亡したといわれる。
ニュートンもまたこのような扱いを拉致してきた黒人に対して当然のように行っていたが、1748年5月10日、彼が22歳の時に転機は訪れた。イングランドへ蜜蝋を輸送中、船が嵐に遭い浸水、転覆の危険に陥ったのである。今にも海に呑まれそうな船の中で、彼は必死に神に祈った。敬虔なクリスチャンの母を持ちながら、彼が心の底から神に祈ったのはこの時が初めてだったという。すると流出していた貨物が船倉の穴を塞いで浸水が弱まり、船は運よく難を逃れたのである。
ニュートンはこの日を精神的転機とし、それ以降、酒や賭け事、不謹慎な行いを控え、聖書や宗教的書物を読むようになった。また、彼は奴隷に対しそれまでになかった同情を感じるようにもなったが、その後の6年間も依然として奴隷貿易に従事し続けた。のちに、真の改悛を迎えるにはさらに多くの時間と出来事が必要だったと彼は語っている。
1755年、ニュートンは病気を理由に船を降り、勉学と多額の献金を重ねて牧師となった。そして1772年、「アメイジング・グレイス」が作詞された。歌詞中では、黒人奴隷貿易に関わったことに対する悔恨と、それにも拘らず赦しを与えた神の愛に対する感謝が歌われている。
この曲のほかにも、彼はいくつかの賛美歌を遺している。
この賛美歌を評して、アメリカの精神科医のM・スコット・ペックは、この恩寵を歌う詩の最初でgrace（恩寵）にAmazing（奇しき） が結び付けられていることに注目し「恩寵に結びつけられた最初の言葉が奇しきである。事が普通のコースをたどらず、われわれの知っている自然の法則で予想できない時、我々は（それを奇跡だと）驚く」しかし「（神の）恩寵が手を差し伸べ、我々を喜んで迎え入れてくれるのを人は（やがて）知る。これ以上人は何を望むのか。」と著書で説いている。

## フレーズ
メロディー自体は比較的にシンプルであり、16小節のフレーズが4～6回ほど繰り返されて構成されている曲である。
アーティストが歌う場合には独唱から入り、次第に盛り上がりながら混声合唱のコーラスが入り、最終的に独唱で終わるようなアレンジがされることが一般的である。

## 英語の一般的な歌詞
ヘイリー・ウェステンラ、スーザン・ボイルらが、この歌詞で歌っている。
なお、ヘイリーの楽曲の三番の歌詞は、合唱アレンジのため、IがWeに、meがusになるなど一部が変更されている。
| Amazing grace!(how sweet the sound) That saved a wretch like me! I once was lost but now I am found Was blind, but now I see. 'Twas grace that taught my heart to fear. And grace my fears relieved; How precious did that grace appear, The hour I first believed. Through many dangers, toils and snares. I have already come; 'Tis grace has brought me safe thus far, And grace will lead me home. When we've been there ten thousand years, Bright shining as the sun, We've no less days to sing God's praise Than when we've first begun. | 驚くべき恵み(なんと甘美な響きよ) 私のように悲惨な者を救って下さった。 かつては迷ったが、今は見つけられ、 かつては盲目であったが、今は見える。 神の恵みが私の心に恐れることを教えた。 そしてこれらの恵みが恐れから私を解放した どれほどすばらしい恵みが現れただろうか、 私が最初に信じた時に。 多くの危険、苦しみと誘惑を乗り越え、 私はすでにたどり着いた。 この恵みがここまで私を無事に導いた。 だから、恵みが私を家に導くだろう。 そこに着いて一万年経った時、 太陽のように輝きながら 日の限り神への讃美を歌う。 初めて歌った時と同じように。 |

## 英語の歌詞
上記と比較して、前半3フレーズの歌詞は同じだが、後半3フレーズの歌詞は異なっている。(歌詞が異なっている部分のみ、ここでは緑色にして比較している。)
クリス・トムリンらが、この歌詞で歌っている。
| Amazing grace!(how sweet the sound) That saved a wretch like me! I once was lost but now am found Was blind, but now I see. 'Twas grace that taught my heart to fear. And grace my fears relieved; How precious did that grace appear, The hour I first believed. Through many dangers, toils and snares. I have already come; 'Tis grace has brought me safe thus far, And grace will lead me home. The Lord has promised good to me, His word my hope secures; He will my shield and portion be, As long as life endures. Yes,when this flesh and heart shall fail, And mortal life shall cease; I shall possess, within the veil, A life of joy and peace. The earth shall soon dissolve like snow The sun forbear to shine; But,God who called me here below, Will be forever mine. | 驚くべき恵み(なんと甘美な響きよ)、 私のように悲惨な者を救って下さった。 かつては迷ったが、今は見つけられ、 かつては盲目であったが、今は見える。 神の恵みが私の心に恐れることを教え、 そして、これらの恵みが恐れから私を解放した どれほどすばらしい恵みが現れただろうか、 私が最初に信じた時に。 多くの危険、苦しみと誘惑を乗り越え、 私はすでに辿り着いた。 この恵みが、ここまで私を無事に導いてくださった。 だから、恵みが私を家に導くだろう。 神は私に良い事を約束して下さった。 彼の言葉は私の希望の保障である。 彼は私の盾と分け前になって下さる。 私の命が続く限りに。 そうです。この体と心が滅び、 私の死ぬべき命が終わる時、 私は、来世で得るものがあります。 それは、喜びと平和の命です。 地上はまもなく雪のように白くなり、 太陽は光を失うだろう しかし、私を御許に召して下さった神は、 永遠に私のものになる。 |

## 曲のデータ
- 原詞詞名（初行）: Amazing grace! how sweet the sound
- 曲名（チューンネーム）: NEW BRITAIN または AMAZING GRACE
- ミーター:86 86 (CM)

### 初出
- "Faith's Review and Expectation"(信仰の反省と期待)という原題で、「オウルニィの讃美歌集」(1779年)の第1巻の41番目の曲として収録

### 所収
- 『讃美歌第二編』第167番「われをもすくいし」
- 『聖歌』第229番「おどろくばかりの」
- 『聖歌 (総合版)』第196番「おどろくばかりの」
- 『日本聖公会聖歌集」第540番「やさしき息吹の」
- 『教会福音讃美歌」第304番「恵みのひびきの」
- 『讃美歌21』第451番「くすしきみ恵み」
- 『新生讃美歌』第301番「いかなる恵みぞ」

## 著名アーティストによるカバー
数多くのアーティストにより歌われているが、2000年代以降の日本においては2003年のテレビドラマ『白い巨塔』の主題歌となったヘイリーの楽曲と、本田美奈子.の楽曲が代表的なものとして扱われる事が多い。

### CD・デジタル／レコード音源

#### 海外
- フェイセズ 1973年録音。ロッドスチュアート&フェイセズ=ライブに収録。ボースタルボーイとメドレーで収録
- マヘリア・ジャクソン - 1947年に録音。
- ジュディ・コリンズ - 1970年にセント・ポール教会にてアカペラで歌い、アルバム『Whales & Nightingales』に収録。1971年1月9日付ビルボード・ホット100で最高15位を記録した。イギリスでは67週チャートインを達成した。
- エルヴィス・プレスリー - 1971年に録音。1972年のアルバム『至上の愛』に収録されている。
- アレサ・フランクリン - 1972年のライブアルバム『至上の愛〜チャーチ・コンサート〜』で歌っている。
- ナナ・ムスクーリ - 1972年のアルバム『BRITISH CONCERT』の中でア・カペラで歌い日本でも発売された。その後伴奏付の COUREUR GOSPELなどでの収録分がテレビCMなどに使われた。
- ロイヤル・スコッツ・ドラゴン・ガーズ - 1972年にカバーし、同年5月27日付ビルボード・ホット100で最高11位、全世界でレコード売上700万枚を記録した[1]。邦題は「スコットランドの夕やけ（至上の愛）」。
- クリス・スクワイア - 1985年のイエスによるライブ・アルバム『9012ライヴ』にベース・ソロによる演奏を収録。また、1991年のベスト・アルバム『イエスイヤーズ』にもスタジオ録音版を収録している。
- ダニエル・ラノワ - 1989年のアルバム『アカディ』に、アーロン・ネヴィルをゲスト・ボーカリストとして迎えた録音を収録[2]。
- ブライアン・フェリー - 1993年のアルバム『タクシー』に収録。
- ジェフ・ベック - 1997年に発表されたクリスマス・アルバム『メリー・アックスマス』にてカヴァー。

#### 日本

##### 1980年代
- さだまさし - 1987年に発表したシングル「風に立つライオン」の間奏部およびラストに引用。
- 白鳥英美子 - 1987年に発表したアルバム『AMAZING GRACE』の最終曲に収録。1999年発売のアルバム『私選集』の第1曲目にも収録された。

##### 1990年代
- 綾戸智絵 - 1999年のアルバム『Life』に収録。綾戸の代表的なレパートリーの一つ。
- 岩崎宏美 - 1999年、公共広告機構のTV-CMに使用された。2004年発売の『30TH ANNIVERSARY BOX』に収録。

##### 2000年代
- 中島美嘉 - 2001年のドラマデビュー作『傷だらけのラブソング』の中でア・カペラで歌って話題を集め、翌年発売の2ndシングル『CRESCENT MOON』と1stアルバムは『TRUE』に収録。2005年に発売のベスト・アルバムでは綾戸智絵のプロデュースで再録音した。
- 本田美奈子. - 
  - 2003年5月発売、クラシカル･ソプラノ･シンガーとしてのデビューアルバム『AVE MARIA』に収録。白血病で闘病中の2005年10月発売のベスト・アルバム『アメイジング・グレイス』にも収録された。後者は同年の11月逝去後に売り上げが急増し、オリコンチャートでベスト10入りを果たした。
  - 2008年発売のアルバム『Eternal Harmony』に、生前本田と親交のあったブライアン・メイが彼女の死を悼み、残された本田の歌声をもとに作り上げた作品楽曲が収録された。同楽曲は2011年3月から全国公開された映画『アメイジング・グレイス』のイメージ・ソングとして起用された[3]。
  - 入院中に病室で歌ったア・カペラの「アメイジング・グレイス」は2006年7月から一年間、公共広告機構（現：ACジャパン）の骨髄バンク支援キャンペーンのテレビコマーシャルに使用された。2010年には同じボーカル音源に新たな楽曲アレンジがなされたものが「アメイジング・グレイス for Balot」のタイトルで、アニメ映画『マルドゥック・スクランブル 圧縮』の主題歌として使用されている。
- ヘイリー - 2003年7月発売のアルバム『ピュア』に収録（日本のみのボーナス・トラック）。同年10月9日から放送されたドラマ『白い巨塔』のエンディング・テーマとして話題になり、ヘイリーが日本で知られるきっかけとなった。10月29日にシングルが発売されたほか、2004年1月発売の同ドラマサントラアルバムにも収録された。さらに2008年5月21日に本田美奈子が残した音源との仮想的なデュエット・シングル「ヘイリー duet with 本田美奈子.」が発売された[映像 1]。

- 島みやえい子 - 2005年に行われたライブ『EIKO SHIMAMIYA LIVE 2005 "ULYSSES"』のライブパンフレット付属CDに収録。
- mink - 2005年コンセプトアルバム『e+motion』に収録。ライブではしばしば披露されており、2007年にはフジテレビ系『僕らの音楽』でテレビ初披露した。
- NUM42 - 2006年のアルバム『PUNK MASH UP！』に収録。NUMBER.42に改名後の2010年のアルバム『PUNK ROCK NEVER DIE』にも収録された。
- 宮良牧子 - 2008年に発表したアルバム『マブイウタ』にて沖縄語ヴァージョン（作詞・島幸子）で収録。
- ケルティック・ウーマン - 2008年発売のアルバム『ソングス・フロム・ザ・ハート』に収録。
- 幸田浩子（ソプラノ）-  2009年2月18日発売のアルバム『カリヨン』に収録。

##### 2010年代
- 高垣彩陽 - 2011年に発売したアルバム『melodia』に収録。
- 神田沙也加 - 2011年に発売したアルバム『LIBERTY』に収録。
- 三宅由佳莉 (ソプラノ) - 2011年に作曲家の河邊彦（元海上衛隊東京音楽隊隊長）が、日本武道館で開催された平成23年度自衛隊音楽まつりのオープニング曲として、企画構成を担当する博報堂の依頼により編曲[4]した作品（日本語詞は岩谷時子が用いられる）[映像 2]。CD音源としては2013年に発売された「海上自衛隊東京音楽隊／三宅由佳莉」のアルバム『祈り〜未来への歌声』に収録。
- 上間綾乃 - 2012年に発売されたアルバム『唄者』に沖縄語バージョンを収録。
- 華原朋美 - 2013年に発売したアルバム『DREAM -Self Cover Best- Premium Edition』に収録。本田美奈子.が歌唱した岩谷時子による日本語詞を追加したバージョンで収録。
- 飛蘭 - 2014年に発売したカバーアルバム『FAYvorite』に収録。
- May J. - 2014年に発売されたアルバム『Heartful Song Covers 同− Deluxe Edition − 』に収録[5]。
- 宇徳敬子 - 2014年に配信シングル『Amazing Grace』、2016年に発売されたミニアルバム『新月～Rainbow～』付属DVDにてライブでの歌唱の模様を収録。
- 絵利菜 - 2016年のCDシングル『アメイジング・グレイス/タイム・トゥ・セイ・グッバイ』
- 森麻季 (ソプラノ) ‐ 2018年に発売の アルバム『至福の時~歌の翼に』（洋題: L'HEURE EXQUISE）に収録。

##### 2020年代
- おかゆ ‐ 2023年に発売のカバーアルバム『おかゆウタ カバーソングス3 』にオリジナルの歌詞を付けて収録。

### ライブ等でのみ披露
- ジョーン・バエズ - 1985年7月13日に開催されたライヴエイドのフィラデルフィア会場でのオープニングで歌唱。
- 藤本美貴 - 2006年のディナーショーにて披露。この模様はテレビ番組『娘DOKYU!』にて、歌唱練習シーンも含めて放送された。
- 古謝美佐子・夏川りみ - コンサートにて沖縄語ヴァージョンをデュエットで歌った。
- バラク・オバマ ‐ 2015年6月26日サウスカロライナ州チャールストンの教会で起きた銃乱射事件で死亡したクレメンタ・ピンクニー牧師の葬儀の席上で演壇に立ち歌唱。葬儀の様子は生放送されていた[6]。
- 神園さやか　- 2017年11月2日、東京渋谷 JZ Brat SOUND OF TOKYOでのライブで歌唱。

## 作品等での使用

### 映画
- ジョーン・バエズ - 1972年のアメリカ映画『男の出発』最終場面で流れた。
- スタートレックII カーンの逆襲 - 1982年のアメリカ映画。スポックが殉死した際に宇宙葬するシーンで流れる。

- メリル・ストリープ - 1983年の映画『シルクウッド』で歌った。
- ザ・オーディション - 1984年公開の日本映画。劇中曲として使用。
- MARIE - 2002年の映画『夢かける高原 清里の父 ポール・ラッシュ』のエンディングテーマ。
- さだまさし - 映画『風に立つライオン』のクロージングに使用している。
- 演奏者不明 - 2001年公開の日韓共同制作映画『親分はイエス様』でメロディーのサビが繰り返し流れた。

### ドラマ
- 永澤俊矢 - ドラマ『エトロフ遥かなり』で、永澤演じる主人公のケニー斉藤がハーモニカで演奏していた。
- 白鳥英美子 - 『3年B組金八先生』第5シリーズ第16話
- ナナ・ムスクーリ - 『3年B組金八先生』 第5シリーズ第20話、第6シリーズ最終話
- ヘイリー・ウェステンラ - 2003年放送のテレビドラマ『白い巨塔』
- 演奏者不明 - 2002年1月27日放送の『仮面ライダーアギト』の最終回で、前半部分が演奏されている。
- 演奏者不明 - 『相棒season5』第8話で使用。15年前の時効間近の未解決事件「橘町女子大生殺害事件」の犯人を追い続ける刑事と特命係のストーリーの劇中にテーマ曲として使用された。

### アニメ
- 堀澤麻衣子 - 2006年のアニメ『交響詩篇エウレカセブン』第4期OPで、NIRGILISが歌う『sakura』とマッシュアップされている。
- 赤池優 - 2008年4月19日公開の『名探偵コナン 戦慄の楽譜』の登場人物であるソプラノ歌手が、ストーリーに関わる重要な挿入歌として歌唱。同役を演じた声優は桑島法子だが、歌唱部分は本職のソプラノ歌手が担当している。のびやかなオペラ版のこの曲は、同映画のサウンドトラックにも収録されている。
- 宮野真守・桜川めぐ - 2011年放送のアニメ『うたの☆プリンスさまっ♪ マジLOVE1000%』の第8話劇中歌。2人がそれぞれ独唱した後合唱している。
- 演奏者不明 - 2009年放送のアニメ『空中ブランコ』第10話の劇中でBGMとして使用された。
- 演奏者不明 - 2010年放送のアニメ『ソ・ラ・ノ・ヲ・ト』の劇中で象徴的BGMとして複数回使用。
- 高橋美佳子 - 2012年放送のアニメ『ハヤテのごとく! CAN'T TAKE MY EYES OFF YOU』の劇中で、高橋が演じたキャラクター、西沢歩がギターで弾き語りをしているシーンがある (が、あまりにも酷い演奏だった為、ナギ(釘宮理恵)に演奏の途中にツッコまれている)。
- 鳴海まい - 2022年放送のアニメ『ルミナスウィッチーズ』の登場人物であるヴァージニア・ロバートソンが挿入歌として歌唱。

### テレビCM等
- ノーマン・キャンドラー・オーケストラ - テレビ西日本の天気予報のBGMとして使用された。
- 白鳥英美子 - 1987年、ア・カペラで歌ったものがCM曲に起用された。

### ゲーム
- 河井英里 - 2005年にSEGAから発売されたPS2用ソフト『龍が如く』のエンディング曲として歌唱。
- KIYO・唯音 - 2007年発売のゲーム『そして明日の世界より――』でafterシナリオのEDテーマソングに使用された。
- 演奏者不明 - ニンテンドーDSのゲーム『もっとえいご漬け』に聞き取りトレーニングメニューとして1番が収録されている。
- 演奏者不明 - 2016年発売のゲーム『フローラル・フローラブ』の劇中でBGMとして使用された。
- 演奏者不明 - パチスロ機、ミリオンゴッド 〜神々の系譜〜中にプレミア演出として搭載されている。
- Far Cry 5 -ストーリーに関わる重要な挿入歌として使用された。

### スポーツ
- ジェフユナイテッド千葉（Jリーグ）サポーター - 試合開始前に歌われるチャントとして使われている。